# Пакульська сільська рада
Па́кульська сільська́ ра́да — орган місцевого самоврядування у Чернігівському районі Чернігівської області. Адміністративний центр — село Пакуль.

## Загальні відомості
Пакульська сільська рада утворена в 1919 році.
- Територія ради: 128,626 км²
- Населення ради: 1479 осіб (станом на 2001 рік)

## Населені пункти
Сільській раді підпорядковані населені пункти:
- с. Пакуль
- с. Завод
- с. Линея
- с. Папірня
- с. Пильня
- с. Рудня
- с. Семенягівка

### Колишні населені пункти
- Конюшівка

## Склад ради
Рада складається з 16 депутатів та голови.
- Голова ради: Ковальчук Лариса Володимирівна
- Секретар ради: Савчук Надія Олександрівна

### Керівний склад попередніх скликань
| ПІБ                            | Основні відомості                                                 | Дата обрання | Дата звільнення |
| ------------------------------ | ----------------------------------------------------------------- | ------------ | --------------- |
| Рудник Микола Павлович         | Сільський голова, 1947 року народження, член Партії регіонів      | 26.03.2006   | 24.02.2010      |
| Ковальчук Лариса Володимирівна | Сільський голова, 1974 року народження, освіта вища, позапартійна | 31.10.2010   |                 |

Примітка: таблиця складена за даними джерела

### Депутати
За результатами місцевих виборів 2010 року депутатами ради стали:

#### За суб'єктами висування
| Суб'єкт висування | Кількість обраних депутатів | %    |
| ----------------- | --------------------------- | ---- |
| Самовисування     | 11                          | 68,8 |
| Партія регіонів   | 5                           | 31,3 |

#### За округами
| № округу        | Прізвище, ім'я, по батькові     | Дата визнання обраним | Освіта  | Партійна приналежність | Відомості про обраного депутата                                  |
| --------------- | ------------------------------- | --------------------- | ------- | ---------------------- | ---------------------------------------------------------------- |
| Партія регіонів |                                 |                       |         |                        |                                                                  |
| 6               | Тарасенко Олександр Аркадійович | 04.11.2010            | середня | член Партії регіонів   | Пакульська загальноосвітня школа І-ІІІ ст., нічний сторож        |
| 9               | Дацюк Олег Васильович           | 04.11.2010            | вища    | член Партії регіонів   | Пакульська загальноосвітня школа І-ІІІ ст., директор школи       |
| 12              | Ходос Олександр Михайлович      | 04.11.2010            | середня | член Партії регіонів   | м . Славутич АЗС, операторАЗС                                    |
| 13              | Шульга Зоя Василівна            | 04.11.2010            | середня | член Партії регіонів   | Домогосподарка                                                   |
| 15              | Лепляніна Тамара Анатоліївна    | 04.11.2010            | середня | член Партії регіонів   | Пакульський фельдшерсько-акушерський пункт, акушерка             |
| Самовисування   |                                 |                       |         |                        |                                                                  |
| 1               | Свистун Тарас Михайлович        | 04.11.2010            | середня | позапартійний          | с. Пакуль Чернігівська єпархія, священик                         |
| 2               | Якубець Надія Петрівна          | 04.11.2010            | середня | позапартійна           | Пакульська загальноосвітня школа І-ІІІ ст., майстер вироб. навч. |
| 3               | Токар Володимир Миколайович     | 04.11.2010            | середня | позапартійний          | Пакульська загальноосвітня школа І-ІІІ ст., майстер по ремонту   |
| 4               | Орел Ірина Миколаївна           | 04.11.2010            | середня | позапартійна           | м. Славутич ДСП «РУЗОД», стрілець 3 розряду                      |
| 5               | Гаркуша Катерина Михайлівна     | 04.11.2010            | середня | позапартійна           | Пакульська сільська рада, в.о. сільського голови, секретар       |
| 7               | Якубець Володимир Олексійович   | 14.11.2010            | середня | позапартійний          | Смолинський торфобрикетний завод, мельник                        |
| 8               | Цибуля Володимир Миколайович    | 04.11.2010            | вища    | позапартійний          | м. Славутич ДСП «РУЗОД», охоронець                               |
| 10              | Руденок Василь Пилипович        | 04.11.2010            | вища    | член Народної партії   | Пакульське лісництво, лісничий                                   |
| 11              | Примаченко Надія Федорівна      | 04.11.2010            | середня | член Народної партії   | Пакульське лісництво, бухгалтер                                  |
| 14              | Савчук Надія Олександрівна      | 04.11.2010            | вища    | позапартійна           | Пакульська сільська рада, касир                                  |
| 16              | Мекшун Микола Іванович          | 04.11.2010            | середня | позапартійний          | пенсіонер                                                        |